# Pont mobile

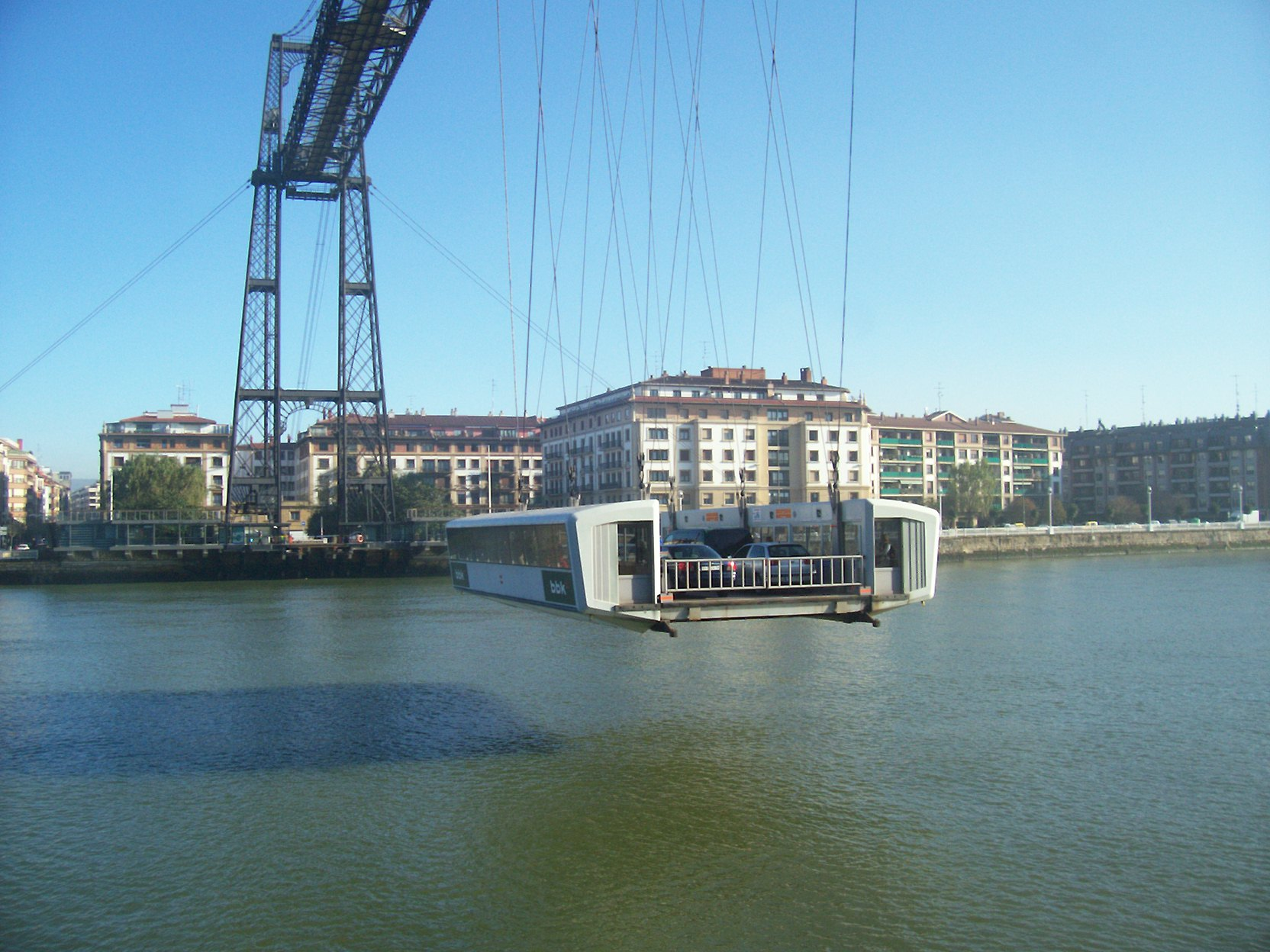
Pont transbordeur de Biscaye, entre Portugalete et Getxo en Espagne

Un pont mobile est un pont dont le tablier est mobile en partie ou en totalité. Le tablier peut se déplacer par translation horizontale ou verticale ou par rotation.

## Types de ponts mobiles
Pont transbordeurune haute structure métallique fait passer, dans une nacelle suspendue, les véhicules et les personnes d'une rive à l'autre par translation horizontale ;
Pont tournantle tablier du pont tourne horizontalement et libère ainsi le passage d'un bateau ;
Pont levantpont dont le tablier peut se relever par translation verticale ;
Pont submersiblepont dont le tablier peut s'abaisser par translation verticale ;
Pont basculantpont dont le tablier peut se relever par rotation (Tower Bridge de Londres : axe parallèle à l'obstacle Gateshead Millennium Bridge de Newcastle : axe perpendiculaire à l'obstacle) ;
Pont-levispasserelle traditionnellement située au-dessus du fossé d'un château fort.

Pont transbordeur
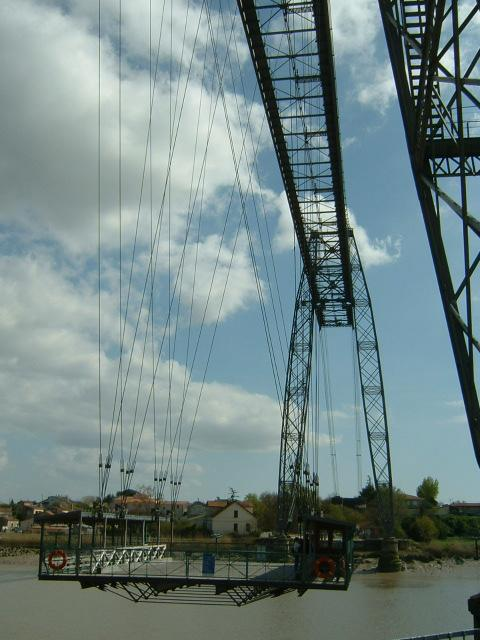
Pont transbordeur de Rochefort
Pont tournant
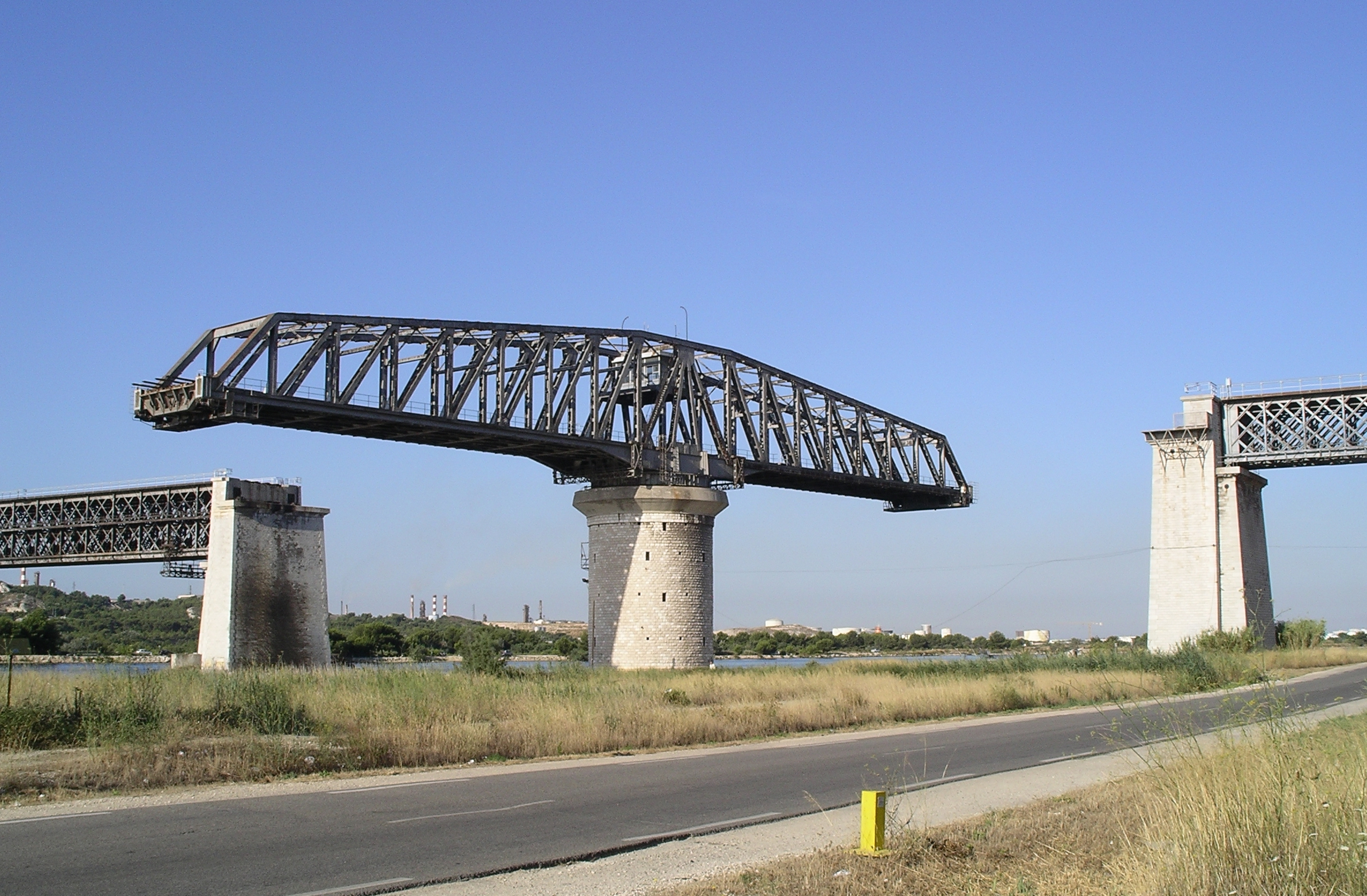
Pont tournant ferroviaire de Caronte à Martigues
Pont levant
Pont submersible
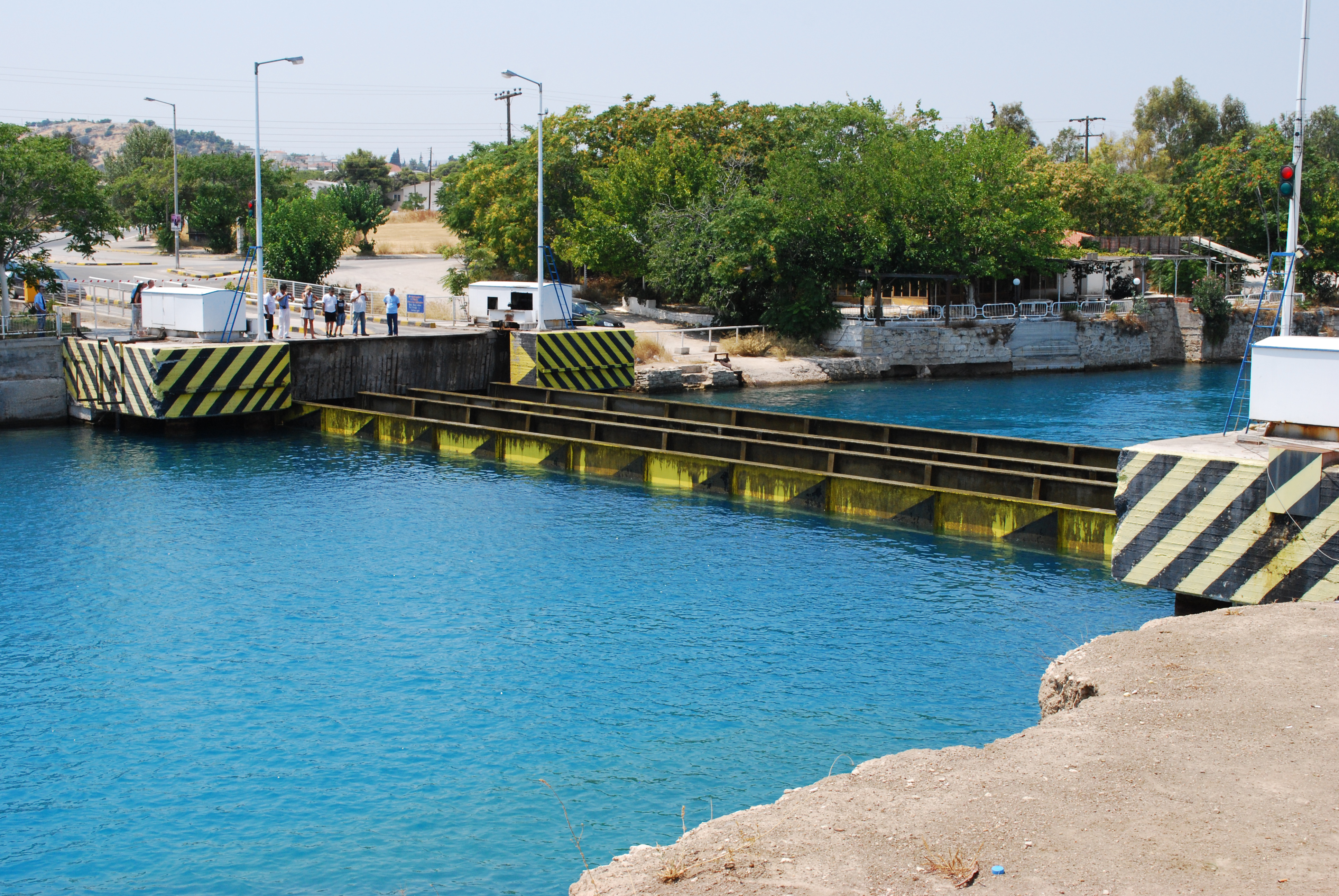
Pont submersible d'Isthmia (canal de Corinthe, Grèce)
Pont basculant (double tabliers)
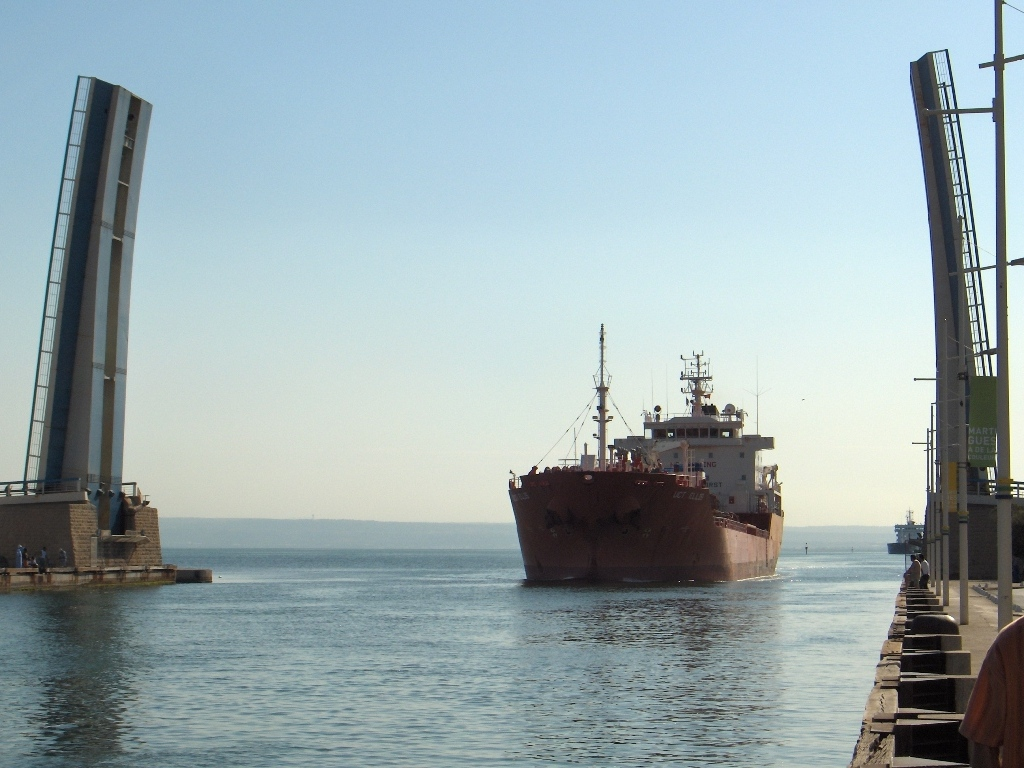
Pont basculant du canal Galliffet à Martigues
Pont basculant (simple tablier)
Pont basculant au-dessus de la Tyne : Gateshead Millennium Bridge de Newcastle
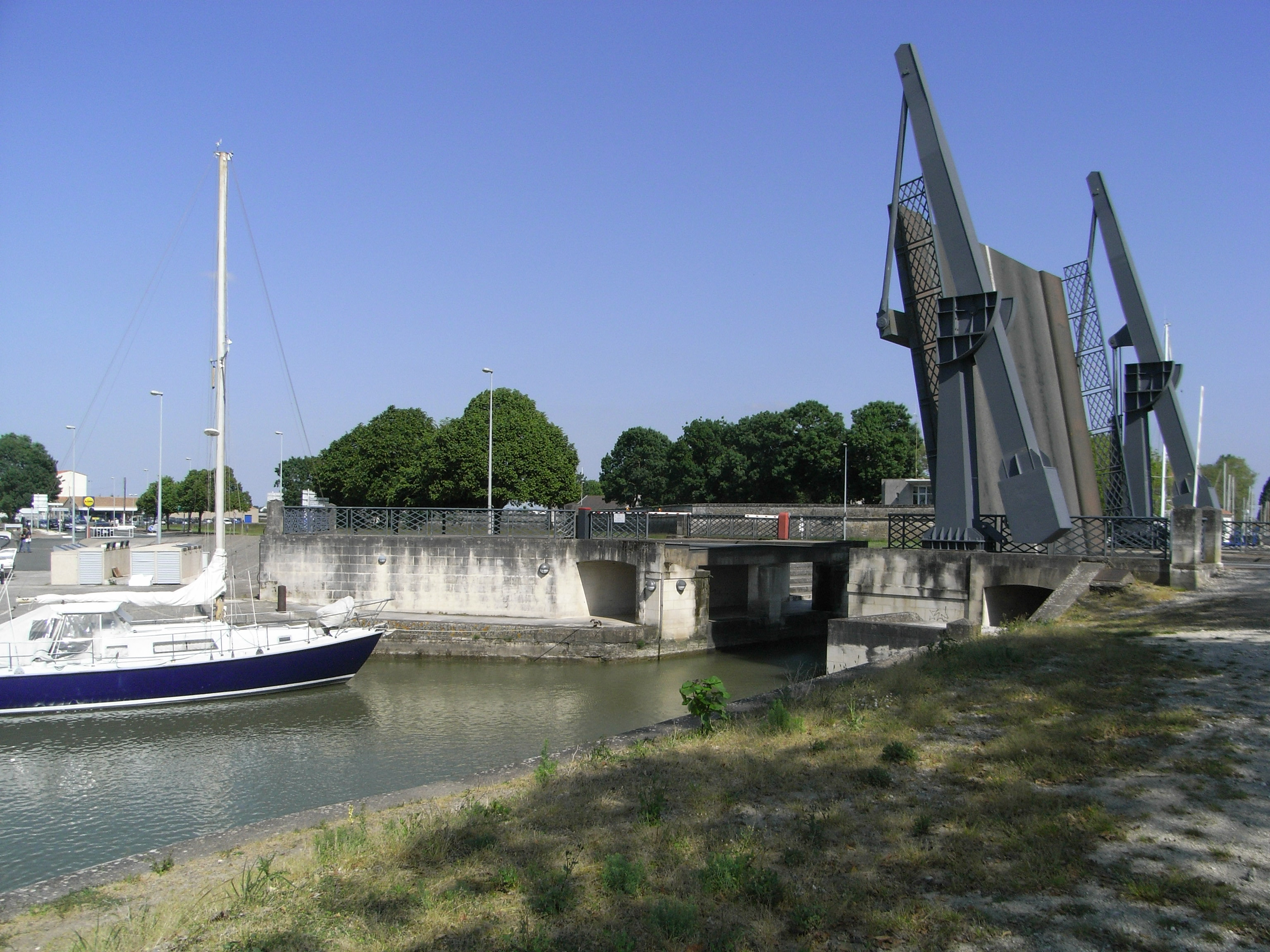
Pont basculant de Rochefort
Fonctionnement du pont-levis à chaînes sans flèche
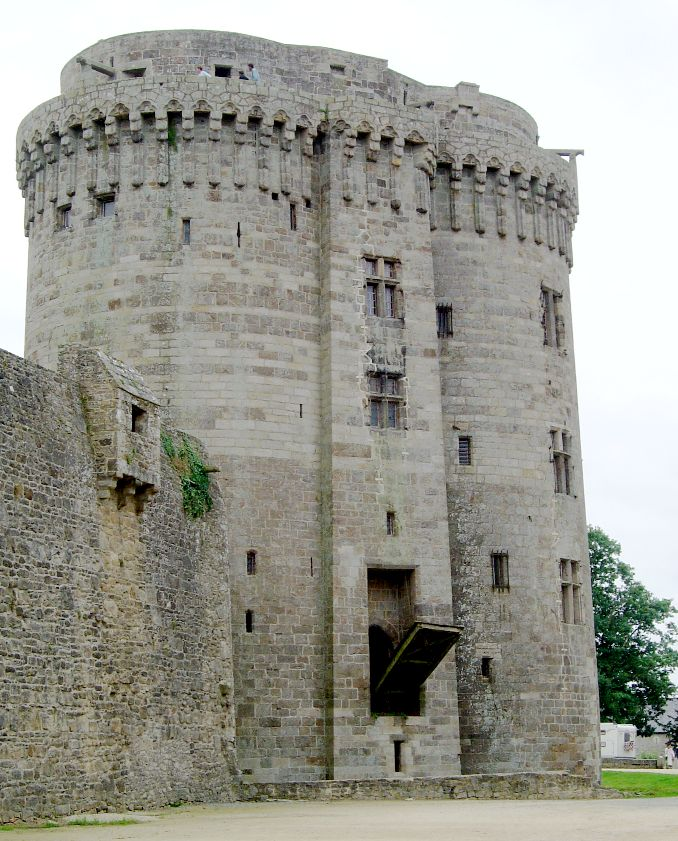
Pont-levis sans flèche basculant en se relevant par l'avant du château de Dinan
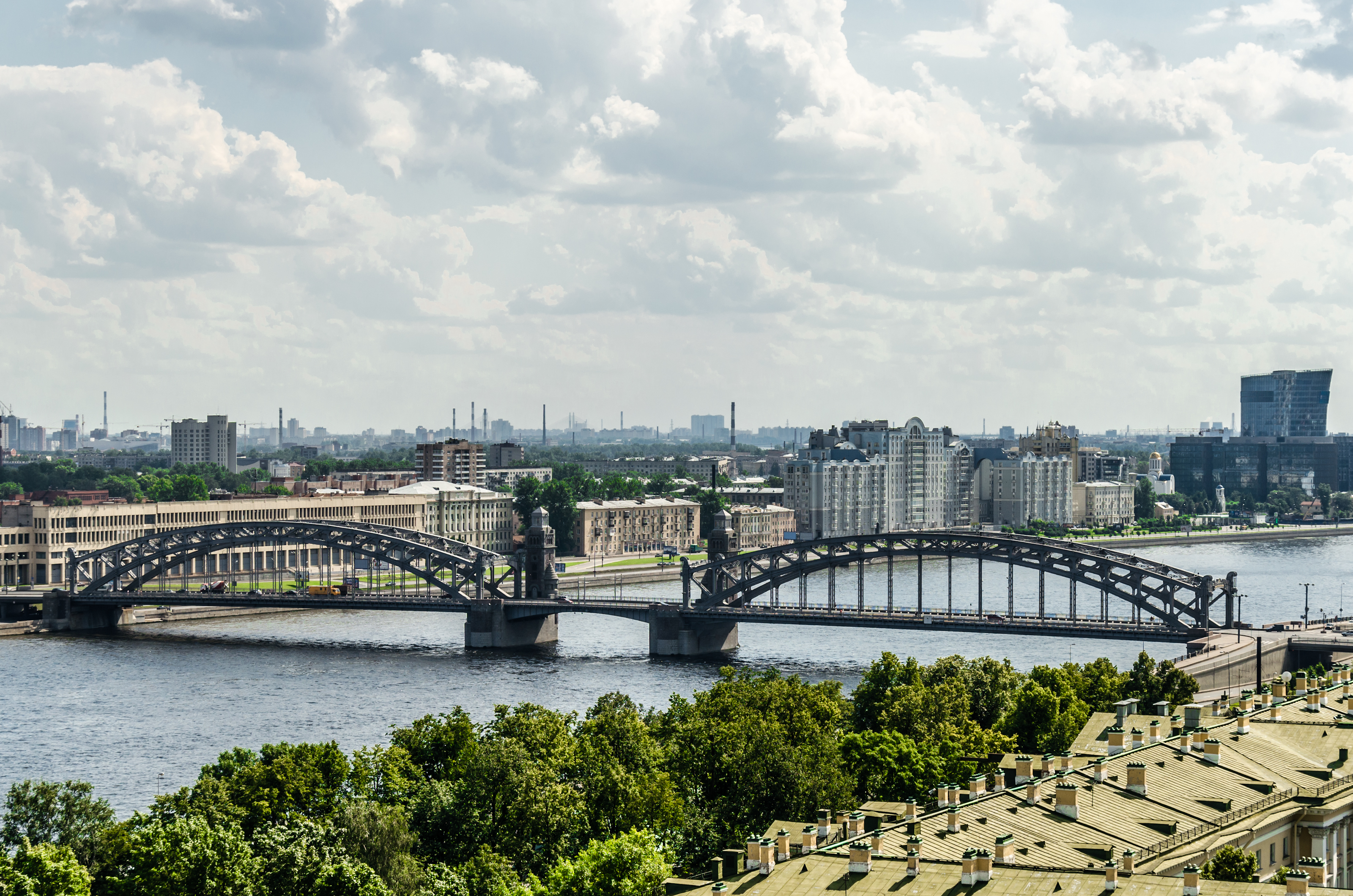
Le pont Bolscheochtinski sur la Neva à St Pétersbourg ; la partie centrale est basculante.